# Homo religiosus

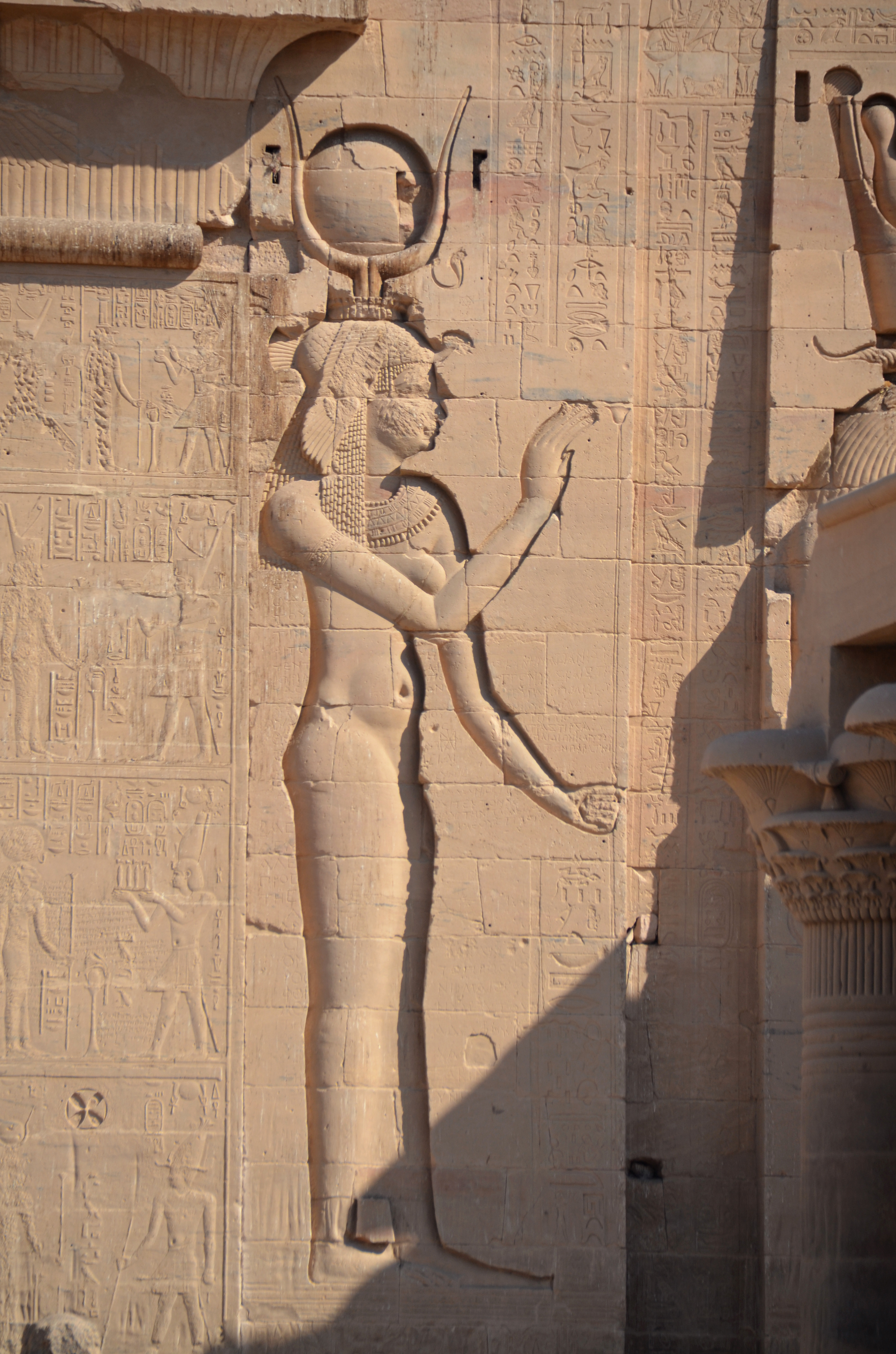
Rilievo della dea Hathor nel complesso dei templi di Philae, in Egitto.

Con l'espressione homo religiosus («uomo religioso») gli studiosi delle scienze umane, antropologi e fenomenologi delle religioni indicano la prevalenza del senso religioso del sacro come peculiarità tipica di quella natura dell'uomo il quale, secondo alcune definizioni:
(Julien Ries. L'uomo religioso e la sua esperienza del sacro. In Opera omnia vol.III. Milano, Jaca Book, 2007, pag.9.)
(Mircea Eliade. Il sacro e il profano.)

## Origine del termine
L'autore che coniò l'espressione homo religiosus fu Gerardus van der Leeuw (1890-1950) che lo oppose all'homo negligens:
separato da noi] Ecco precisamente in che cosa consiste il sacro. Usargli sempre debiti riguardi: è questo l'elemento principale della relazione fra l'uomo e lo straordinario. L'etimologia più verosimile fa derivare la parola religio da relegere, osservare, stare attenti; homo religiosus è il contrario di homo negligens.»
(Gerardus van der Leeuw. Phanomenologie der Religion (1933). In italiano: Gerardus van der Leeuw. Fenomenologia della religione. Torino, Boringhieri, 2002, pag.30.)

## Religiosità e magismo
La moderna antropologia della religione ravvisa una certa continuità tra il pensiero magico e la spiritualità dell'homo religiosus, sollevando il problema riguardante la reale efficacia dei poteri sulla natura derivanti dalle pratiche religiose.
(Ernesto De Martino, da una lettera ad Adolfo Omodeo del 1940)
L'attestazione del loro effettivo funzionamento ha condotto antropologi come Ernesto de Martino e Mircea Eliade a rivedere le categorie concettuali su cui si fondava la precedente antropologia di impostazione illuminista.
Già secondo Rudolf Otto, del resto, ciò che contraddistingue l'homo religiosus è il suo rapporto con un elemento ineffabile e inaccessibile alla ragione, che egli chiamava «numinoso», pur essendogli state attribuite denominazioni diverse nel corso della storia delle religioni.